# Apesokari
Apesokari (en griego, Απεσωκάρι) es un pueblo de Grecia ubicado en la isla de Creta. Pertenece a la unidad periférica de Heraclión y al municipio y la unidad municipal de Gortina. En el año 2011 contaba con una población de 103 habitantes.

## Restos arqueológicos
En Apesokari se han excavado dos tholos y un asentamiento del periodo minoico. El tholos B tiene la particularidad de que además de haber contenido enterramientos en su interior, también se realizaron enterramientos en las salas anexas que estaban adosadas al tholos. También tenía altares, uno pequeño junto a la entrada y otro exterior, de mayor tamaño. Este tholos, que fue saqueado durante la Antigüedad, fue construido probablemente en el periodo minoico antiguo II y permaneció en uso hasta el minoico medio. Entre los hallazgos realizados en este tholos se encuentran recipientes para beber, lárnax y huesos humanos. Las primeras excavaciones fueron realizadas por arqueólogos alemanes durante la Segunda Guerra Mundial. Posteriormente se han realizado otras excavaciones dirigidas por Costis Davaras y, más recientemente, ha continuado la investigación arqueológica en el lugar un equipo dirigido por Giorgos Vavuranakis.